# Bernardus Croon
Bernardus Hermanus Croon, nizozemski veslač, * 11. maj 1886, Amsterdam, † 30. januar 1960, Amsterdam.
Croon je bil član nizozemskega četverca brez krmarja, ki je na Poletnih olimpijskih igrah 1908 v Londonu osvojil bronasto medaljo.